# Izokosta
Izokosta je v ekonomické teorii přímka, která obsahuje všechny kombinace práce a kapitálu, které mohou být při daných (a neměnných) cenách výrobních faktorů pořízeny za dané celkové náklady.
Linie celkových nákladů x,y , která znázorňuje všechny kombinace výrobních faktorů, maximálně dostupné vzhledem k daným celkovým nákladům.